# 巴比特號驅逐艦 (DD-128)
巴比特號驅逐艦（舷號DD-128）是一艘美國海軍建造的驅逐艦，為維克斯級驅逐艦的54號艦。她是美軍第一艘以巴比特為名的軍艦，以紀念1812年戰爭時期的海軍軍官費茲·巴比特（Fitz Babbitt）。
巴比特號在1918年於紐約造船廠開始建造，在同年下水，於1919年服役，其時第一次世界大戰已經結束。接著巴比特號留在太平洋執勤，於1922年退役。1930年巴比特號重新服役，並在大西洋用作訓練艦。第二次世界大戰爆發後，巴比特號多次派往冰島、英國及北非海域護航商船。戰爭後期巴比特號改裝為實驗艦，測試新式聲納及反潛裝置。戰後巴比特號在1946年退役除籍，並出售拆解。
巴比特號在第二次世界大戰共獲一枚戰鬥之星。